# Ryoichi Fukushige
Ryoichi Fukushige (født 30. januar 1971) er en tidligere japansk fodboldspiller.
Han har spillet for flere forskellige klubber i sin karriere, herunder Kyoto Purple Sanga.